# Gama angustula
Gama angustula är en skalbaggsart som beskrevs av Moser 1921. Gama angustula ingår i släktet Gama och familjen Melolonthidae. Inga underarter finns listade i Catalogue of Life.